# Silchar
Silchar (bengalî : শিলচর (Shilchôr), assamais : শিলচৰ (Xilsôr), sylheti : শিলচর (Hilsôr)) est la capitale du district de Cachar de l’État d’Assam, en Inde. Important lieu de commerce, c’est également la deuxième plus grande ville d’Assam avec 142 393 habitants, après Guwahati.

## Géographie
Ses coordonnées géographiques exactes sont 24° 49′ N, 92° 48′ E. Son altitude moyenne est de 21 m. La ville est située sur le fleuve Barak, près de la frontière avec le Bangladesh.

## Démographie
La ville est peuplée à 51 % d’hommes et 49 % de femmes. Le taux d’alphabétisation est de 79 %, supérieur à la moyenne nationale de 59,5 %. 10 % de la population a moins de 6 ans.
La population est essentiellement constituée de Sylhètes (environ 90 %), le reste étant constitué de Marwaris, Bishnupriya Manipuris, Meiteis et de groupes tribaux tels que les Nagas.

## Histoire du sport: le polo
C'est à Silchar que les Britanniques fondèrent le premier club de polo en 1859.

C'est pourquoi le nom de sport provient du tibétain spo-lo. 